# 3507-es mellékút (Magyarország)
A 3507-es számú mellékút egy valamivel több, mint 10,5 kilométeres hosszúságú, négy számjegyű mellékút Hajdú-Bihar vármegye területén; Hajdúböszörménytől húzódik Hajdúhadházig.

## Nyomvonala
A 3502-es útból ágazik ki, annak a 34+900-as kilométerszelvénye közelében, Hajdúböszörmény történelmi városmagjának északi részén. Bethlen Gábor utca néven indul, kelet felé, majd alig fél kilométer után délnek fordulva az Újfehértói út nevet veszi fel; ugyanott kiágazik belőle északnak a 3509-es út, mely valóságosan is Újfehértóig vezet.
Még a 700. métere előtt újra keletebbnek fordul, egy kis szakaszon Ady Endre tér, majd Hadházi utca lesz a neve. 1,6 kilométer megtételét követően – nem messze Hajdúböszörmény vasútállomás térségének északi szélétől, de már nyílt vágányi szakaszon – keresztezi a Debrecen–Tiszalök-vasútvonal vágányait, onnantól már a Külső Hadházi utca nevet viseli, a belterület keleti széléig.
8,1 kilométer megtételén is túl jár már, amikor elhagyja Hajdúböszörmény területét és átlép Hajdúhadház határai közé. E város belterületének nyugati széle közelében véget is ér, beletorkollva a 4-es főútba, annak majdnem pontosan a 243. kilométerénél. Egyenes folytatása a Hajdúhadház központján át Hajdúsámsonig vezető 4902-es út.
Teljes hossza, az országos közutak térképes nyilvántartását szolgáló kira.kozut.hu adatbázisa szerint 10,692 kilométer.

## Települések az út mentén
- Hajdúböszörmény
- Hajdúhadház